# Trest smrti ve státu Washington
Trest smrti je jednou z legálních forem trestů v americkém státě Washington. Od roku 1849 bylo takto ve státě a jemu předcházejícím teritoriích potrestáno 110 zločinců. Všechny případy až na tři byly uskutečněny oběšením.

## Historie
Prvními oběšenými zločinci ve státě byli v lednu 1849 indiáni Cussas a Quallahworst, kteří byli potrestáni za vraždu. Jinak jsou historicky tyto tresty na území státu vzácné. Nejvíce v jeden rok jich bylo vykonáno pět v roce 1939, mezi lety 1849 a 1963 pak byl ve státě popraven v průměru jeden člověk ročně.
V roce 1913 byl trest smrti ve státě zakázán, ale tento zákaz vydržel jen do roku 1919, kdy byl opět obnoven. Opětovného zrušení trestu smrti se stát dočkal až v roce 1975, ale následovné referendum jej okamžitě obnovilo jako povinný trest za ozbrojenou vraždu prvního stupně. Precedentní případy řešené americkým nejvyšším soudem ale ukazovaly, že je takto zákon o trestu smrti neplatný, tudíž musel být ještě změněn. 
Nesprávný zákon po referendu byl nazván neplatným i nejvyšším soudem státu Washington, jelikož zločinec, který se nepřizná k vině pod ním stejně dostane trest smrti, zatímco ten, kdo se k vině přizná, by byl odsouzen k doživotnímu trestu bez možnosti propuštění na podmínku. Nynější zákon byl schválen roku 1981.

## Metoda
Zločinci čekající na vykonání trestu smrti jsou uvěznění ve státní věznici Washington State Penitentiary (WSP) ve městě Walla Walla, kde jsou tyto tresty rovněž vykonávány. Ženy na trest smrti čekají v Nápravném centru pro ženy v Gig Harboru, ale samotné tresty se vykonávají ve státní věznici WSP. 
Od června 1996 si odsouzení zločinci mohou vybrat, jestli budou popraveni smrtící injekcí nebo oběšením. Pokud si zločinec nevybere, preferovanou metodou je smrtící injekce. Washington je nyní jediným americkým státem, který má stále aktivní šibenici.
V září 2010 se stát při popravě Cala Coburna Browna stal teprve druhým americkým státem po Ohiu, ve kterém byl trest smrti vykonán jedinou dávkou thiopentalu sodného. Obvykle se takový trest smrti vykonává kombinací tří injekcí.

## Zločiny
Jedinými zločiny, za které ve státě hrozí trest smrti, jsou velezrada a ozbrojená vražda prvního stupně, kterou jsou následující zločiny:
- Vražda strážce zákona, nápravného důstojníka nebo hasiče
- Vražda vězněm
- Nájemná vražda
- Vražda střelnou zbraní z nebo v blízkosti motorového vozidla
- Vražda při krádeži, loupeži, znásilnění, unesení nebo žhářství
- Vražda více než jedné osoby
- Vražda zpravodaje za účelem maření vyšetřování
- Vražda osoby, která proti vrahovi drží omezovací příkaz
- Vražda osoby, se kterou vrah měl rodinu
- Vražda za účelem získání členství nebo manipulace s vlastní pozicí v hierarchii organizace, asociace, gangu nebo skupiny

Stejně jako v ostatních státech jsou osoby nezletilé či mentálně postižené z možnosti udělení trestu smrti vyloučeny.

## Popravy od roku 1976
Od roku 1976 bylo ve státě Washington popraveno následujících pět osob:
|   | Jméno                    | Datum popravy   | Metoda          | Oběť                                                       | Guvernér           |
| - | ------------------------ | --------------- | --------------- | ---------------------------------------------------------- | ------------------ |
| 1 | Westley Allan Dodd       | 5. ledna 1993   | oběšení         | Cole Neer, William Neer a Lee Islei                        | Booth Gardner      |
| 2 | Charles Rodman Campbell  | 27. května 1994 | oběšení         | Renae Wicklund, Shannah Wicklund, and Barbara Hendrickson  | Mike Lowry         |
| 3 | Jeremy Vargas Sagastegui | 13. října 1998  | smrtící injekce | Kievan Sarbacher, Melissa Sarbacher, and Lisa Vera Acevado | Gary Locke         |
| 4 | James Homer Elledge      | 28. srpna 2001  | smrtící injekce | Eloise Jane Fitzner                                        | Gary Locke         |
| 5 | Cal Coburn Brown         | 10. září 2010   | smrtící injekce | Holly Washa                                                | Christine Gregoire |

K srpnu 2012 čeká na popravu ve státě Washington sedm zločinců, z toho všichni jsou muži.